# 墨西哥蝴蝶魚
墨西哥蝴蝶魚（Ameca splendens），又稱阿邁喀鱂，為輻鰭魚綱鯉齒目幸鱂科的其中一種。1996年在IUCN紅色名錄中列為野外滅絕物種，2019年重新評估為極危物種。

## 分布
本魚以往分佈在墨西哥阿美加河，由於牠們存活的支流乾枯，使其數量大幅下降最終消失，曾一度被認為野外滅絕，但近年來發現本魚在阿美加鎮附近的埃爾林孔水上樂園有族群續存，牠們也可能在美國內華達州東南部再次在野外生存，這些野化的族群可能是從圈養環境下逃出的。牠們的模式產地是在墨西哥哈利斯科州塔棲蘭附近的塔棲蘭河。有一陣子牠們曾是養魚愛好者很受歡迎的觀賞魚，但隨著退流行其數量也下降，使得本種魚的存活處境艱難。

## 特徵
墨西哥蝴蝶魚外觀吸引，而且容易飼養。雄魚有很大及呈黑色的背鰭，尾鰭也是呈黑色，在末端有一黃紋。身體呈赭色，兩側及背部分別呈銀色及褐色，而雄魚有燦爛金屬色的鱗片，雌魚兩側卻有黑點及赭色魚鰭。雄魚在興奮時魚鰭顏色會加深，兩側隨心情而顯示深淺色的黑紋。
雄魚與雌魚的另一個分別在於牠們的肛門鰭，其肛門鰭前端分叉，方便交配。雄魚較為細小，只有7至8厘米長，而雌魚可以長達10厘米。

## 飼養及繁殖
墨西哥蝴蝶魚適合生活在清潔及充氧的環境，水溫介乎20至25℃，pH值中性，硬度在5至10之間。牠們不能忍受低pH值及過軟的水，且不適合與雨林物種一同飼養。牠們優於游泳，且是群居生活，喜歡3至5條雄魚及3至7條雌魚一同生活。牠們不會吃植物，但亦會咬葉子。牠們可以減低藻類的生長及清理碎石，對植物的生長有幫助。一些浮動的植物如水蕨屬或金魚藻屬可以替魚苗提供保障。
墨西哥蝴蝶魚會吃冷藏、凍乾、薄片或片狀魚餌。牠們喜歡吃一星期大的孔雀魚，但亦需要吃如藻類的植物。牠們與慈鯛科都是水族箱中專吃藻類的魚類。若藻類不足夠，牠們會吃有機蔬菜，如生菜、菠菜或豌豆。
飼養墨西哥蝴蝶魚需有強烈的照明來幫助藻類的生長，最好的是日光直接照射。夏天，可以將牠們放在室外的池塘或水族箱中，但須小心鳥類、貓及其他獵食者。
墨西哥蝴蝶魚在水族箱中經常會繁殖。每6至10個星期，雌魚就會產卵。魚苗可以長達20毫米。魚苗未出生前，雌魚會用像人類臍帶的腸外帶狀物來哺育牠們。